# Пекин еПри 2014
Пекин еПри 2014 е първото еПри на Китай и първи кръг в дебютния сезон 2014/2015 на Формула Е. Провежда се на 13 септември 2014 г. на пистата Пекин Олимпик Грийн Сиркуит в Пекин. Състезанието печели Лукас ди Граси пред Франк Монтани и Сам Бърд, като почти през цялото състезание води Никола Прост, но в последната обиколка катастрофа с борещия се за първото място Ник Хайдфелд предизвиква отпадането и на двамата. Наблюдавано е от 75000 зрители на място и 40 милиона по телевизията.

## Преди състезателния ден
Заради ангажимент в ДТМ Такума Сато замества Антонио Феликс да Коща в отбора на Амлин Агури. С най-много гласове в гласуването на феновете за FanBoost са Бруно Сена, Лукас ди Граси и Катрин Ледж.

## Свободни тренировки, квалификация и наказания
Най-бързо време в първата свободна тренировка дава Лукас ди Граси (1:41.937) пред Себастиен Буеми и Сам Бърд, а във втората – Бруно Сена (1:41.341) пред ди Граси и Хо-Пин Тунг.
В квалификацията за място най-бърз е Никола Прост (1:42.200) пред Лукас ди Граси (1:42.306) и Даниел Абт (1:42.454). Бруно Сена, Стефан Саразен (технически проблеми) и Ярно Трули (катастрофа) не успяват да запишат бързи обиколки.
Наказани да стартират по-назад в стартовата решетка са Франк Монтани (3 места, излизане от боксовете при червен светофар) и Себастиен Буеми, Ярно Трули, Микела Черути, Стефан Саразен и Хо-Пин Тунг (10 места, смяна на скоростната кутия).

## Състезание
Отборът на Хо-Пин Тунг решава той да започне състезанието от бокса, но заради технически проблеми стартира с две обиколки закъснение. По време на загряващата обиколка болидите на Карун Чандок, Стефан Саразен и Ярно Трули не успяват да потеглят, но в крайна сметка стигнат до стартовата решетка. Трули отново не успява да стартира и така се превръща в първия отпаднал пилот в историята на Формула Е.
При старта Никола Прост успява да запази първата си позиция. При борба за място с Такума Сато във втория завой Бруно Сена счупва предно окачване, което води до излизане на колата за сигурност за две обиколки, за да може болидът на Сена да бъде преместен от пистата. В шестата обиколка Себастиен Буеми губи част от задното крило и спира в бокса за поправка, но при излизането настъпва ограничителната линия и получава наказиние минаване през бокса. По-късно Сато спира в бокса заради проблеми с акумулаторната батерия и успява да продължи състезанието с няколко обиколки изоставане.
Прост губи лидерската позиция за кратко, когато от водещата група от седем пилоти само Бърд забавя влизането си в бокса за смяна на болида. С по-бърз престой в бокса Ник Хайдфелд успява да излезе с две места по-напред до втората позиция, а Абт пада от трето на пето място. Микела Черути и Катрин Ледж също са наказани с преминаване през бокса, съответно заради неспазване на минималното време за престой в бокса и настъпване на ограничителната линия.
В 20-ата обиколка Хайдфелд се доближава на под една секунда до Прост, а в последната обиколка е достатъчно близо, за да направи опит да го изпревари. Преди последния завой Хайдфелд се изравнява с Прост, който преди спирането за завоя се изнася вляво, предизвиквайки контакт на предните гуми на двата болида и счупване на окачването им. Болидът на Хайдфелд се завърта, минава странично през бордюра и се вдига във въздуха. След сблъсък с предпазната стена той се превърта няколко пъти във въздуха и пада по таван. Хайдфелд успява сам да излезе от болида. Прост също не може да продължи и по този начин от ситуацията се възползва Лукас ди Граси, който финишира на първо място. Заради катастрофата Прост получава наказание да стартира с десет места по-назад в следващото състезание.
На второ и трето място финишират Франк Монтани и Даниел Абт, но последнят получава 57-секундно наказание заради използване на 0,2 кВч повече енергия от допустимите 28 и пада до десета позиция. В точките финишират още Шарл Пик, Карун Чандок, Жером Д'Амброзио, Ориол Сервиа, Нелсиньо Пикет и Стефан Саразен. Катрин Ледж и Хайме Алгерсуари също надвишават енергийния лимит и получават 57-секундно наказание.

## Резултати

### Квалификация
| Поз.      | №  | Пилот            | Отбор             | Време    | Разлика | Решетка    |
| --------- | -- | ---------------- | ----------------- | -------- | ------- | ---------- |
| 1         | 8  | Никола Прост     | е.дамс-Рено       | 1:42.200 |         | 1          |
| 2         | 11 | Лукас ди Граси   | Ауди Спорт АБТ    | 1:42.306 | +0.106  | 2          |
| 3         | 66 | Даниел Абт       | Ауди Спорт АБТ    | 1:42.454 | +0.254  | 3          |
| 4         | 5  | Карун Чандок     | Махиндра Рейсинг  | 1:42.461 | +0.261  | 4          |
| 5         | 27 | Франк Монтани    | Андрети Аутоспорт | 1:42.530 | +0.330  | 81         |
| 6         | 23 | Ник Хайдфелд     | Венчъри Гран При  | 1:42.579 | +0.379  | 5          |
| 7         | 3  | Хайме Алгерсуари | Върджин Рейсинг   | 1:42.683 | +0.483  | 6          |
| 8         | 28 | Шарл Пик         | Андрети Аутоспорт | 1:42.726 | +0.526  | 7          |
| 9         | 9  | Себастиен Буеми  | е.дамс-Рено       | 1:42.746 | +0.546  | 182        |
| 10        | 99 | Нелсиньо Пикет   | Чайна Рейсинг     | 1:42.785 | +0.585  | 9          |
| 11        | 6  | Ориол Сервиа     | Драгън Рейсинг    | 1:42.847 | +0.647  | 10         |
| 12        | 2  | Сам Бърд         | Върджин Рейсинг   | 1:42.918 | +0.718  | 11         |
| 13        | 7  | Жером Д'Амброзио | Драгън Рейсинг    | 1:44.056 | +1.856  | 12         |
| 14        | 55 | Такума Сато      | Амлин Агури       | 1:44.129 | +1.929  | 13         |
| 15        | 88 | Хо-Пин Тунг      | Чайна Рейсинг     | 1:45.282 | +3.082  | (17)2/Бокс |
| 16        | 77 | Катрин Ледж      | Амлин Агури       | 1:45.369 | +3.169  | 14         |
| 17        | 18 | Микела Черути    | Трули ГП          | 1:46.170 | +3.970  | 162        |
| 18        | 10 | Ярно Трули       | Трули ГП          | 0        | 0       | 202        |
| 19        | 21 | Бруно Сена       | Махиндра Рейсинг  | 0        | 0       | 15         |
| 20        | 30 | Стефан Саразен   | Венчъри Гран При  | 0        | 0       | 192        |
| Източник: |    |                  |                   |          |         |            |

Бележки:
- 1 – Франк Монтани е наказан с 3 места заради излизане от боксовете при червен светофар.
- 2 – Себастиен Буеми, Хо-Пин Тунг, Микела Черути, Ярно Трули и Стефан Саразен са наказани с 10 места заради смяна на скоростната кутия.

### Състезание
| Поз.      | №  | Пилот            | Отбор             | Обиколки | Време/Отпадане | Място | Точки |
| --------- | -- | ---------------- | ----------------- | -------- | -------------- | ----- | ----- |
| 1         | 11 | Лукас ди Граси   | Ауди Спорт АБТ    | 25       | 52:23.413      | 1     | 25    |
| 2         | 27 | Франк Монтани    | Андрети Аутоспорт | 25       | +2.867         | 6     | 18    |
| 3         | 2  | Сам Бърд         | Върджин Рейсинг   | 25       | +6.559         | 8     | 15    |
| 4         | 28 | Шарл Пик         | Андрети Аутоспорт | 25       | +19.301        | 3     | 12    |
| 5         | 5  | Карун Чандок     | Махиндра Рейсинг  | 25       | +23.952        | 1     | 10    |
| 6         | 7  | Жером Д'Амброзио | Драгън Рейсинг    | 25       | +31.664        | 6     | 8     |
| 7         | 6  | Ориол Сервиа     | Драгън Рейсинг    | 25       | +41.968        | 3     | 6     |
| 8         | 99 | Нелсиньо Пикет   | Чайна Рейсинг     | 25       | +43.896        | 1     | 4     |
| 9         | 30 | Стефан Саразен   | Венчъри Гран При  | 25       | +43.975        | 10    | 2     |
| 10        | 66 | Даниел Абт       | Ауди Спорт АБТ    | 25       | +1:02.5071     | 7     | 1     |
| 11        | 3  | Хайме Алгерсуари | Върджин Рейсинг   | 25       | +2:00.6131     | 5     |       |
| 12        | 8  | Никола Прост     | е.дамс-Рено       | 24       | Катастрофа     | 11    | 32    |
| 13        | 23 | Ник Хайдфелд     | Венчъри Гран При  | 24       | Катастрофа     | 8     |       |
| 14        | 18 | Микела Черути    | Трули ГП          | 24       | +1 обиколка    | 2     |       |
| 15        | 77 | Катрин Ледж      | Амлин Агури       | 24       | +1 обиколка1   | 1     |       |
| 16        | 88 | Хо-Пин Тунг      | Чайна Рейсинг     | 24       | +1 обиколка    | (1)/4 |       |
| Отп       | 55 | Такума Сато      | Амлин Агури       | 21       | +4 обиколки    | 4     | 23    |
| Отп       | 9  | Себастиен Буеми  | е.дамс-Рено       | 14       |                | = 0   |       |
| Отп       | 10 | Ярно Трули       | Трули ГП          | 0        | Тех. дефект    | 1     |       |
| Отп       | 21 | Бруно Сена       | Махиндра Рейсинг  | 0        | Катастрофа     | 5     |       |
| Източник: |    |                  |                   |          |                |       |       |

Балежки:
- 1 – Даниел Абт, Катрин Ледж и Хайме Алгерсуари получават 57-секундно наказание заради превишаване на енергийния лимит.[7]
- 2 – Три точки за първо място в квалификациите.
- 3 – Две точки за най-бърза обиколка.

## Класиране след състезанието
| Поз | Пилот          | Точки |
| --- | -------------- | ----- |
| 1   | Лукас ди Граси | 25    |
| 2   | Франк Монтани  | 18    |
| 3   | Сам Бърд       | 15    |
| 4   | Шарл Пик       | 12    |
| 5   | Карун Чандок   | 10    |

| Поз | Конструктор       | Точки |
| --- | ----------------- | ----- |
| 1   | Андрети Аутоспорт | 30    |
| 2   | Ауди Спорт АБТ    | 26    |
| 3   | Върджин Рейсинг   | 15    |
| 4   | Драгън Рейсинг    | 14    |
| 5   | Махиндра Рейсинг  | 10    |